# Gérard Loncke
Gérard Loncke (15 de janeiro de 1905 — 13 de março de 1979) foi um ciclista profissional bélgico. Em 1932, Loncke terminou em 4º lugar no Tour de France.